# Catholic Youth Organization Nigeria
Catholic Youth Organization Nigeria (CYO Nigeria oder CYON, deutsch: „Katholische Jugendorganisation Nigeria“) ist ein katholischer Jugendverband in Nigeria. Auf internationaler Ebene ist CYO Nigeria Mitglied im internationalen Dachverband katholischer Jugendverbände „Fimcap“.

## Geschichte
CYO Nigeria wurde 1985 gegründet, um jungen Katholiken in Nigeria einen landesweiten Jugendverband zu bieten. CYO Nigeria entwickelte sich vor dem Hintergrund, dass die Katholische Bischofskonferenz von Nigeria (CBCN) es sich wünschte, dass junge Katholiken und lokale katholische Jugendgruppen zusammen das von der UN ausgerufene Internationale Jahr der Jugend (IYY) feiern. Es fanden einige Treffen mit Jugendseelsorgern und Jugendleitern aus den verschiedenen Diözesen Nigerias statt, um ein erstes nationales Treffen der katholischen Jugend Nigerias zu organisieren. Aus diesen nationalen Treffen entwickelte sich schließlich CYO Nigeria als nationaler Dachverband für katholische Jugendarbeit in Nigeria. 2010, auf der Vollversammlung in München, wurde CYO Nigeria als Vollmitglied des  internationalen Dachverbands katholischer Jugendverbände „Fimcap“aufgenommen. Aktuell baut CYO Nigeria eine Kooperation mit einem muslimischen Jugendverband auf, um damit zu Frieden und Versöhnung im Land beizutragen und einen interreligiösen Dialog zu beginnen.

## Aktivitäten
- Workshops und Seminare
- Nationale Treffen und Versammlungen
- Zeltlager
- Bildungsarbeit
- Kulturelle und Sportveranstaltungen
- Austauschprogramme, Exkursionen und Wallfahrten
- Exerzitien für Jugendliche, Beratungsangebote[5]